# 线虫捕食菌
線蟲捕食菌（nematophagous fungi）食線蟲真菌是專門捕獲和消化線蟲的捕食真菌，可依靠菌絲體構成的特殊陷阱和圈套來捕食線蟲或其他原生生物，或以寄生、分泌毒素的方式，殺死線蟲，從而獲得養分。大約有160種。只要有寄生或腐生線蟲的地方（土壤、植物、河川、海洋）皆有此類真菌（主要生活在缺氮的棲息地）。

## 種類
依照不同的取食方式，分成五大類：
- 捕捉/獵食性（predatory）：菌絲主要存在土壤或植物殘體，利用特殊構造捕捉線蟲，包含以下6種捕捉構造：
  - 黏著性網（adhesive nets）：有黏性，但無法收縮。當線蟲接觸到菌網時，菌網分泌出大量黏液捕獲線蟲，菌絲侵入線蟲並形成球形結構，然後產生大量的菌絲填滿蟲體腔，逐漸耗盡蟲內的營養。例如：Arthrobotrys[2]
  - 非收縮環（non-constricting rings）：可和菌絲一起脫落。環狀結構由三個細胞融合而成，此環能分泌黏性物質，其柄長而細弱，線蟲一旦套住後，易被折斷而脫落，並被線蟲帶走，仍保有發芽的能力。同一菌絲通常有非收縮環結構者必有黏著球結構並存。例如：Monacrosporium
  - 收縮環（constricting rings）：無法隨菌絲脫落。為一個三細胞環結構，其柄短而結實，當線蟲穿過環時，菌環細胞的直徑會急劇變大，長度縮短，內徑縮小，線蟲被緊緊收縮在菌環中，麻痺而死亡，菌絲穿入線蟲並大量產生。[3]
  - 黏著球（adhesive knobs）：無法隨菌絲脫落。從菌絲的分支頂端長出之特化膨大具有黏性的菌球。黏性物質在球的表面形成一層薄層，線蟲先黏到一個球上，在線蟲掙扎過程中會觸碰到更多的黏性菌球並被緊緊困住，菌球上長出菌絲穿入線蟲體內形成球狀體，再從此球上長出大量菌絲充滿蟲體 ，例如：Monacrosporium、擔子菌中Hohenbuehelia（亞側耳）和Resupinatus（伏褶菌），可在木頭內形成滴漏狀（hour-glasses）的黏性菌球
  - 黏著性分支（adhesive branches）
  - 黏性菌絲（adhesive hyphae）：主要為接合菌中的捕蟲黴菌門，菌絲產生黏性物質覆蓋在菌絲表面而有黏性，亦可捕捉其他原生生物，無法經由人工培養。這類構造捕蟲能力較強，當線蟲接觸黏性菌絲後，儘管只有一個接觸點，線蟲也會立即被黏住而失去活動力，黏性菌絲即刻產生侵染菌絲從接觸點侵入蟲體吸收營養，殺死蟲體。例如：Acaulopage

- 內寄生性（endoparasitic）：此類菌主要以線蟲為營養唯一來源（絕對寄生性），以孢子感染蟲體。菌體主要存在於線蟲寄主，並不會在土壤內長距離延伸，產生的孢子經由體表黏附（cuticle attachment）和線蟲攝入（nematode ingestion）來感染線蟲，孢子在線蟲體內發芽後穿透至線蟲體外，並於線蟲體外產生孢子。
  - 體表黏附又分為兩種：
    - 可藉由游走孢子（motile spores）內寄生，例如：Catenaria（Chytridiomycota）、Myzocytium（Oomycota）、Lagenidium（卵菌）
    - 可藉由黏性孢子（adhesive spores）內寄生，例如：Haptocillium（ sticky conidia）、Ｈirsutella（Ascomycota）用Adhesive conidia（spores）

  - 線蟲攝入藉由吞食不同孢子，可被線蟲取食進入腸道中，卡在體內發芽，形成孢子。例如：Harposporium anguillulae[4]（Ascomycota）

- 孢子彈射（gun cell injection）：感染線蟲，為絕對寄生。大多數為卵菌，少數為接合菌。死後的線蟲直接產生孢子囊梗（螺旋狀扭曲），彈射出孢子感染線蟲。若孢子無遇到寄主，會直接在基質上形成厚膜孢子，等待機會感染。例如：Haptoglossa mirabilis（Oomycota）

- Parasites of eggs or cysts：寄生在線蟲的不動結構，卵[5]或胞囊（cysts）[6]。為伺機性的（facultative）本身殘存於土壤環境中，行腐生，非絕對寄生，並無特化的感染構造，主要以菌絲感染。例如：Pochonia chlamydosporia（Anamorph）、Metacordyceps chlamydosporia（Teleomorph 、Clavicipitaceae 麥角菌科）、Purpureocillium lilacinus

- 分泌毒素：例如：側耳屬（Pleurotus[7]）特化細胞在菌絲周圍形成滴狀毒素，使線蟲麻痺死亡；薄殼菌屬（Hyphoderma）屬於擔子菌亞門皮殼菌Corticiaceae目之種類，其對線蟲有捕捉及毒殺現象。
  - 捕捉：有些種可以以一室或二室之冠囊体[8]（stephanocyst，從菌絲上側生出或直接從孢子產生的球形細胞，其基部環生一圈小刺結構）捕捉、黏著松材線蟲之後侵入寄生並加以毀滅
  - 毒殺：有些種則細胞質所具之毒性物質（毒素），當細胞質被松材線蟲取食後，即可將其毒殺，再產生短側枝侵入線蟲體腔，破壞其器官、組織，並將其分解、吸收其組成分

## 生態學
"捕捉/獵食性（Nematode-trapping /predatory fungi）真菌"：
1。主要是以腐生營養，以線蟲來補充其N源
2。大部分種類之捕捉構造需要有線蟲存在時產生（受線蟲分泌物的刺激），生物防治效率不高，因為菌種在土壤中易被稀釋，需線蟲保持其高濃度的菌量。
3。捕捉性真菌並無寄主之偏好
4。 Adhesive nets、Non-constricting or detachable rings、Constricting rings、Sticky（adhesive）knobs、Sticky（adhesive）branches大多存於高等真菌中無性繁殖的不完全菌
5。 6種捕捉構造（除constricting rings外）皆為adhesive，黏著性
6。 感染為irreversible（不可逆的），一旦啟動了感染，縱使線蟲掙脫，捕捉構造仍會黏附在線蟲身上，並持續感染之
7。 許多nematode-trapping fungi之有性時期為盤菌之Orbiliales目的種類，子實體小，大量聚集透明狀且有不同顏色
"內寄生性（Endoparasitic）真菌"生態學：
1。有些內寄生菌有寄主之偏好性，如寄生性線蟲的口器就不適合取食Harposporium之孢子，所以無法感染
2。所以屬於“Ingested by nematode”之種類無法用於生物防治寄生性線蟲， “Attach to nematode cuticle”的種類則可

## 多樣性
在世界各地的各種棲息地和氣候中都發現了食線蟲真菌，但很少來自極端環境。研究最多的是攻擊農業生產線蟲的物種，但仍有許多物種未被探討。Orbilia的有性階段發生在陸地或淡水中的腐爛木材上，而無性階段發生在海洋，淡水和陸地棲息地。Arthrobotrys dactyloides是在鹹水中發現的第一個物種，而亦在紅樹林中發現了其他物種。

## 生物防治
1. Duddingtonia flagrans（為Orbiliales中的捕食性真菌）：用於生物防治動物線蟲病害，無法殺死草食動物體內之線蟲（主要是殺死糞便內之線蟲），將孢子餵食動物，孢子會在糞便中發芽生長，產生捕捉構造捕捉線蟲，草上的線蟲擴散率降低，草食動物不易吃到線蟲，僅是防止二次感染，殺死體內已存有的線蟲，所以仍要配合驅蟲藥劑服用。防治時，必須要持續餵食真菌孢子才能達到治療效果
2. 植物寄生性線蟲具有針狀口器，無吞噬能力，無法用內寄生真菌的攝入線蟲來感染線蟲，但可用體表黏附方式。但對於腐生性線蟲的話，其吞噬孢子的能力較佳，則用內寄生真菌的攝入線蟲途徑來感染線蟲
3. Purpureocillium lilacinus[9]可做為微生物防治劑，用其菌絲感染線蟲的卵
4. 薄殼菌屬（Hyphoderma）此等菌類之生態習性和松材線蟲接近，對松樹又不具病原性，故具防治松材線蟲潛能。由於冠囊體表面之黏液醣蛋白，和松材線蟲体表之醣蛋白的互補作用，而產生專一性之辨識作用